# Rain (bài hát của Mika)
"Rain" là đĩa đơn thứ ba từ album phòng thu thứ hai của Mika, The Boy Who Knew Too Much đã phát hành ở Anh. Bài hát được sản xuất và phối khí bởi Greg Wells cùng tiếng violin của Owen Pallett.
Bài hát đã nhận được nhiều đánh giá cao từ nhiều nhà phê bình.

## Miêu tả
Lời ca của bài hát được lấy từ một lá thư chia tay mà Mika viết cho một người bạn gái cũ.
Mika cũng từng biểu diễn ca khúc này tại Australian Idol's grand finale cùng với "We Are Golden".

## Video âm nhạc

Một cảnh từ video âm nhạc của "Rain".

Video âm nhạc của "Rain" đã được quay tại Epping Forest ở Essex và xuất hiện trên Internet ngày 16 tháng 10 năm 2009. Đạo diễn của video là Nez Khammal. Khung cảnh video là một khu "rừng ma" và Mika thức dậy trong một cái lều sặc sỡ. Các vật thể lạ bắt đầu nhảy múa quanh anh lúc đầu, nhưng chúng đuổi anh ra khỏi khu rừng cùng lúc pháo hoa nổi lên.

## Xếp hạng
Đĩa đơn đã được phát hành ngày 23 tháng 11 năm 2009 ở Anh ở cả dạng đĩa và nhạc số. Đĩa đơn chỉ đạt đến #72 trên Bảng xếp hạng đĩa đơn Anh, trở thành đĩa đơn đạt được thứ hạng thấp nhất của Mika tại Anh. Tuy nhiên ca khúc đã được đón nhận tốt hơn ở toàn châu Âu, lọt vào Top 40 ở Hà Lan và Tây Ban Nha, đồng thời lên tới vị trí #3 ở khu vực Wallonia (Bỉ). Đĩa đơn cũng đã leo lên đến vị trí #5 trên Bảng xếp hạng đĩa đơn Pháp và #90 trên Bảng xếp hạng đĩa đơn Úc.
| Bảng xếp hạng (2009/2010)        | Vị trí cao nhất |
| -------------------------------- | --------------- |
| Australian ARIA Singles Chart    | 90              |
| Belgian Singles Chart (Flanders) | 8               |
| Belgian Singles Chart (Wallonia) | 3               |
| Dutch Top 40                     | 5               |
| French Singles Chart             | 5               |
| German Singles Chart             | 6               |
| Irish Singles Chart              | 104             |
| Italian Singles Chart            | 4               |
| Russian Airplay Chart            | 10              |
| Spanish Singles Chart            | 18              |
| Swiss Singles Chart              | 28              |
| UK Airplay Chart                 | 64              |
| UK Singles Chart                 | 72              |

## Danh sách bài hát và dạng đĩa
| CD Anh | CD Anh                                            | CD Anh     |
| STT    | Nhan đề                                           | Thời lượng |
| ------ | ------------------------------------------------- | ---------- |
| 1.     | "Rain"                                            | 3:43       |
| 2.     | "Poker Face" (Thu âm cho BBC Radio 1 Live Lounge) |            |
| 3.     | "Rain" (Seamus Haji Remix)                        | 3:05       |

| CD đĩa đơn Pháp | CD đĩa đơn Pháp   | CD đĩa đơn Pháp |
| STT             | Nhan đề           | Thời lượng      |
| --------------- | ----------------- | --------------- |
| 1.              | "Rain"            | 3:43            |
| 2.              | "Rain" (Acoustic) | 3:04            |

| CD Đĩa đơn mở rộng Pháp | CD Đĩa đơn mở rộng Pháp               | CD Đĩa đơn mở rộng Pháp |
| STT                     | Nhan đề                               | Thời lượng              |
| ----------------------- | ------------------------------------- | ----------------------- |
| 1.                      | "Rain"                                | 3:43                    |
| 2.                      | "Poker Face" (Từ Radio 1 Live Lounge) | 3:09                    |
| 3.                      | "Rain" (Seamus Haji Big Love Remix)   | 8:39                    |
| 4.                      | "Rain" (Benny Benassi Remix)          | 6:10                    |

| Đĩa đơn iTunes | Đĩa đơn iTunes               | Đĩa đơn iTunes |
| STT            | Nhan đề                      | Thời lượng     |
| -------------- | ---------------------------- | -------------- |
| 1.             | "Rain"                       | 3:43           |
| 2.             | "Rain" (Benny Benassi Remix) |                |
| 3.             | "Rain" (Seamus Haji Remix)   |                |
| 4.             | "Rain" (Acoustic Version)    |                |